# Torngasoak
Torngasoak, Torngasak, is volgens de Inuit-mythologie de geest (spirit) die volgens de overlevering staat voor ‘alles wat van nature goed en behulpzaam is voor de mens’.